# Parigi-Troyes 2006
La Parigi-Troyes 2006, quarantottesima edizione della corsa e valida come evento dell'UCI Europe Tour 2006 categoria 1.2, si svolse il 12 marzo 2006 su un percorso totale di circa 183,3 km. Fu vinto dal russo Jurij Trofimov che terminò la gara in 4h45'23", alla media di 38,53 km/h.
Partenza con 147 ciclisti, dei quali 44 portarono a termine la gara.

## Ordine d'arrivo (Top 10)
| Pos. | Corridore           | Squadra     | Tempo    |
| ---- | ------------------- | ----------- | -------- |
| 1    | Jurij Trofimov      | Omnibike D. | 4h45'23" |
| 2    | Cédric Coutouly     | Agritubel   | s.t.     |
| 3    | Stéphane Pétilleau  | Bretagne    | s.t.     |
| 4    | Sébastien Duret     | Bretagne    | a 1'29"  |
| 5    | Olivier Grammaire   | SCO Dijon   | a 1'38"  |
| 6    | Charles Guilbert    | Bretagne    | a 1'40"  |
| 7    | Jean-Luc Delpech    | Bretagne    | a 2'49"  |
| 8    | Stéphane Bonsergent | Bretagne    | s.t.     |
| 9    | Kévin Lalouette     | Nogent Oise | s.t.     |
| 10   | Aleksej Šmidt       | Omnibike D. | s.t.     |